# Popils
Popils: The Blockbusting Challenge, conosciuto in Giappone come Magical Puzzle Popils (マジカルパズル・ポピルズ?, Majikaru Pazuru Popiruzu), è un videogioco rompicapo pubblicato nel 1991 da Tengen per Sega Game Gear.

## Trama
Una principessa è stata intrappolata all'interno di un labirinto dal malvagio mago Popil.

## Modalità di gioco
Popils presenta 100 livelli in cui il protagonista deve raggiungere la principessa evitando ostacoli e nemici, distruggendo i blocchi presenti nel labirinto al fine di formare un percorso per ricongiungere i due personaggi effettuando il minor numero di passi. È inoltre presente un editor di livelli.